# غيدو دا مونتيفيلترو
غويدو دا مونتيفيلترو (1223 - 29 سبتمبر 1298) كان استراتيجيًا عسكريًا إيطاليًا وسيد أوربينو. أصبح راهبًا في وقت متأخر من حياته وندد به دانتي أليغييري في الكوميديا الإلهية لإجراء محاكمات كاذبة أو مزورة.